# Asociación Nacional de Guías Scouts del Perú
L'Asociación Nacional de Guías Scouts del Perú (tradotto Associazione Nazionale  delle Guide del Perù) è l'organizzazione nazionale del Guidismo in Perù. Questa conta 4178 membri (nel 2003). Il Guidismo fu introdotto in Perù nel 1916. L'organizzazione fondata nel 1945 diventa un membro associato dell'Associazione Mondiale Guide ed Esploratrici (AMGE) nel 1960 e un membro effettivo nel 1963.
Il simbolo dell'associazione ha al suo interno lo Stemma del Perù. Presidente dell'associazione è Ana María Mideros de Burga.

## Metodo
L'associazione è divisa in cinque branche in rapporto all'età:
- Giros y Girasoles - dai 4 ai 6 anni
- Haditas - dai 7 ai 10 anni
- Guías de la Luz - dai 10 ai 13 anni
- Guías del Sol - dai 13 ai 17 anni
- Guías de Servicio - dai 17 in poi

## Promessa
"Prometo por mi honor, hacer todo lo posible;
para cumplir mis deberes para con Dios y mi patria;
ayudar a mis semejantes en todo momento y obedecer la Ley Guía."

## Legge della Guida
1. Una Guida è responsabile e degna di fiducia.
2. Una Guida è leale.
3. Una Guida è utile.
4. Una Guida è amica di tutti e sorella di tutte le Guide.
5. Una Guida è cortese.
6. Una Guida protegge gli animali e le piante e vede nella natura l'opera di Dio.
7. Una Guida è obbediente.
8. Una Guida è valorosa e affronta con ottimismo le difficoltà.
9. Una Guida fa buon uso del suo tempo ed è parsimoniosa, ha cura dei suoi beni e rispetta quelli altrui.
10. Una Guida è pura in pensieri, parole e opere.